# Умут Мераш
Умут Мераш (тур. Umut Meraş, нар. 20 грудня 1995, Стамбул) — турецький футболіст, захисник клубу «Еюпспор» та національної збірної Туреччини.

## Клубна кар'єра
Народився 20 грудня 1995 року в місті Стамбул. Вихованець кількох турецькиї юнацьких команд футбольних клубів, останнім з яких був «Болуспор». У березні 2014 року він підписав з цим клубом свій професіональний контракт і з сезону 2014/15 був включений до основної команди. Дебютував за клуб на дорослому рівні 19 жовтня 2014 року в матчі Першої ліги (другого дивізіону країни) проти «Алтинорду Ізмір». Загалом провів у команді чотири сезони, взявши участь у 76 матчах Першої ліги.
Своєю грою за цю команду привернув увагу представників тренерського штабу клубу «Бурсаспор», до складу якого приєднався 31 серпня 2018 року. Відіграв за команду з Бурси наступний сезон своєї ігрової кар'єри, дебютувавши з командою у Суперлізі в грі проти клубу «Істанбул Башакшехір» (0:0) 21 вересня 2018 року і загалом зігравши у 27 іграх вищого дивізіону країни.
У серпні 2019 року Мераш перейшов у французький «Гавр» з Ліги 2, підписавши чотирирічну угоду. За два сезони відіграв за команду з Гавра 57 матчів у національному чемпіонаті.
У серпні 2021 року повернувся до турецької Суперліги, підписавши контракт з «Бешикташем».
У липні 2024 року підписав дворічну угоду з клубом «Еюпспор».

## Виступи за збірні
Викликався до складу молодіжної збірної Туреччини, але так жодного разу за неї і не зіграв.
30 травня 2019 року дебютував в офіційних матчах у складі національної збірної Туреччини в товариському матчі проти Греції.
| Дата       | Місто     | Господарі | Результат | Гості      | Турнір                               | Голи | Примітки |
| ---------- | --------- | --------- | --------- | ---------- | ------------------------------------ | ---- | -------- |
| 30-5-2019  | Анталія   | Туреччина | 2 – 1     | Греція     | товариський матч                     | -    |          |
| 7-9-2019   | Стамбул   | Туреччина | 1 – 0     | Андорра    | Відбір до ЧЄ 2020                    | -    | 61'      |
| 10-9-2019  | Кишинів   | Молдова   | 0 – 4     | Туреччина  | Відбір до ЧЄ 2020                    | -    |          |
| 11-10-2019 | Стамбул   | Туреччина | 1 – 0     | Албанія    | Відбір до ЧЄ 2020                    | -    |          |
| 14-10-2019 | Сен-Дені  | Франція   | 1 – 1     | Туреччина  | Відбір до ЧЄ 2020                    | -    |          |
| 14-11-2019 | Стамбул   | Туреччина | 0 – 0     | Ісландія   | Відбір до ЧЄ 2020                    | -    |          |
| 3-9-2020   | Сівас     | Туреччина | 0 – 1     | Угорщина   | Ліга націй УЄФА 2020-2021 - 1-й етап | -    |          |
| 11-10-2020 | Москва    | Росія     | 1 – 1     | Туреччина  | Ліга націй УЄФА 2020-2021 - 1-й етап | -    |          |
| 14-10-2020 | Стамбул   | Туреччина | 2 – 2     | Сербія     | Ліга націй УЄФА 2020-2021 - 1-й етап | -    | 27'      |
| 24-3-2021  | Стамбул   | Туреччина | 4 – 2     | Нідерланди | Відбір до ЧС 2022                    | -    | 72'      |
| 27-3-2021  | Малага    | Норвегія  | 0 – 3     | Туреччина  | Відбір до ЧС 2022                    | -    |          |
| 30-3-2021  | Стамбул   | Туреччина | 3 – 3     | Латвія     | Відбір до ЧС 2022                    | -    | 65'      |
| 3-6-2021   | Падерборн | Туреччина | 2 – 0     | Молдова    | товариський матч                     | -    |          |
| 11-6-2021  | Рим       | Італія    | 3 – 0     | Туреччина  | ЧЄ 2020 - 1-й етап                   | -    |          |
| 16-6-2021  | Баку      | Туреччина | 0 – 2     | Уельс      | ЧЄ 2020 - 1-й етап                   | -    | 72'      |
| Усього     |           | Матчів    | 15        |            | Голів                                | 0    |          |

## Титули і досягнення
- Володар Суперкубка Туреччини (1):

«Бешикташ»: 2021